# Zdeněk Sekanina
Zdeněk Sekanina (* 12. června 1936 Mladá Boleslav) je americký astronom českého původu, který se zabývá výzkumem komet a jejich drah. V roce 1968 emigroval z Československa a dlouhodobě nyní pracuje v Laboratoři tryskového pohonu v Pasadeně v USA.

## Vědecká činnost
Zdeněk Sekanina vystudoval v letech 1954–1959 fyziku a astronomii na Matematicko-fyzikální fakultě Univerzity Karlovy. Z kádrových důvodů nemohl být po studiích přijat na vědecké pracoviště, a proto pracoval na hvězdárně v Praze na Petříně. Po invazi vojsk Varšavské smlouvy v roce 1968 emigroval přes Belgii do USA, kde zpočátku působil na Harvardově observatoři v Cambridge. V roce 1980 přesídlil do Kalifornie, kde dlouhodobě působil jako vedoucí vědecký pracovník v Laboratoři tryskového pohonu v Pasadeně. Stále se věnuje především výzkumu komet a drobných těles sluneční soustavy.
Stal se světovým odborníkem ve výzkumu komet a jejich drah. Pracoval na přípravě sondy Stardust a na vyhodnocování jejích vědeckých výsledků. Významně se podílel např. na interpretaci pádu komety Shoemaker-Levy 9 na Jupiter. Je uveden v celosvětovém Stanfordském přehledu 2 % nejcitovanějších vědců.
Jeho jméno nese planetka (1913) Sekanina.